# باشگاه ورزشی ژوینویل
باشگاه ورزشی ژوینویل یک باشگاه فوتبال برزیلی مستقر در شهر ژوینویل در ایالت سانتا کاتارینا است. این تیم فوتبال در لیگ کاتاریننسه، بالاترین سطح فوتبال حرفه‌ای در ایالت سانتا کاتارینا بازی می‌کند و تا بحال ۱۲ بار قهرمان این لیگ شده است.